# ジーカール県
ジーカール県（ジーカールけん、アラビア語：ذي قار, 転写：Dhī Qār, 原語発音：ズィー・カール）は、イラクの県。県都はナーシリーヤ。人口は約150万人。
日本語では舌を歯の間にはさんで発音するdhの字を別の子音dと同様の当て字に置き換えたディーカールとのカタカナ表記も見られる。

## 地理
隣接する県は5つで、北にワーシト県、東にマイサーン県、南東にバスラ県、南西にムサンナー県、西にカーディーシーヤ県がある。

## 歴史
メソポタミア文明で有名なシュメール人の遺跡ウル（中部）、エリドゥ（南部）、ラガシュ（北部）、ウンマ（北部）、ラルサ（北西）などがある。世界最古の博物館とされるエンニガルディ＝ナンナの博物館遺跡がある。